# The Art of McCartney
The Art of McCartney es un álbum tributo al músico británico Paul McCartney, publicado por la compañía discográfica Arctic Poppy en noviembre de 2014. El álbum, que incluye 42 canciones, cubre la carrera musical de McCartney al completo, desde sus años en The Beatles hasta su carrera en solitario, pasando por su etapa con Wings, y cuenta con la colaboración de artistas como Billy Joel, Bob Dylan, Jeff Lynne, Willie Nelson, Roger Daltrey, Alice Cooper, Robert Smith, Brian Wilson y Kiss. Según el productor Ralph Sall, la elaboración del proyecto llevó once años.
La versión de «Hello, Goodbye» realizada por The Cure y con la participación de James McCartney, hijo de Paul, fue publicada el 9 de septiembre a través de la web de la revista Rolling Stone.
El recopilatorio fue publicado en varios formatos: una edición estándar de 34 canciones, también disponible en vinilo y en descarga digital, así como una edición deluxe de 42 temas con un libro y un documental en DVD sobre la elaboración del proyecto. 

## Trasfondo
Sall comenzó el proyecto en 2003 cuando trabajó con Paul McCartney en la canción «A Love for You», procedente de las sesiones de grabación de Ram e incluida en la banda sonora de la película In-Laws. Sall obtuvo la aprobación del músico para comenzar el proyecto y comenzó a grabar canciones con la banda de respaldo de McCartney, que incluyó a los guitarristas Rusty Anderson y Brian Ray, al teclista Paul "Wix" Wickens y al batería Abe Laboriel, Jr.. El primero en sumarse al proyecto fue Brian Wilson, fundador de The Beach Boys, que versionó la canción «Wanderlust».

## Lista de canciones
| N.º | Título                        | Intérprete(s)                | Duración |  |
| 1.  | «Maybe I'm Amazed»            | Billy Joel                   |          |  |
| 2.  | «Things We Said Today»        | Bob Dylan                    |          |  |
| 3.  | «Band on the Run»             | Heart                        |          |  |
| 4.  | «Junior's Farm»               | Steve Miller                 |          |  |
| 5.  | «The Long and Winding Road»   | Yusuf Islam                  |          |  |
| 6.  | «My Love»                     | Harry Connick Jr.            |          |  |
| 7.  | «Wanderlust»                  | Brian Wilson                 |          |  |
| 8.  | «Bluebird»                    | Corinne Bailey Rae           |          |  |
| 9.  | «Yesterday»                   | Willie Nelson                |          |  |
| 10. | «Junk»                        | Jeff Lynne                   |          |  |
| 11. | «When I'm Sixty-Four»         | Barry Gibb                   |          |  |
| 12. | «Every Night»                 | Jamie Cullum                 |          |  |
| 13. | «Venus and Mars/Rock Show»    | Kiss                         |          |  |
| 14. | «Let Me Roll It»              | Paul Rodgers                 |          |  |
| 15. | «Helter Skelter»              | Roger Daltrey                |          |  |
| 16. | «Helen Wheels»                | Def Leppard                  |          |  |
| 17. | «Hello, Goodbye»              | The Cure y James McCartney   |          |  |
| 18. | «Live and Let Die»            | Billy Joel                   |          |  |
| 19. | «Let It Be»                   | Chrissie Hynde               |          |  |
| 20. | «Jet»                         | Robin Zander y Rick Nielsen  |          |  |
| 21. | «Hi Hi Hi»                    | Joe Elliot                   |          |  |
| 22. | «Letting Go»                  | Heart                        |          |  |
| 23. | «Hey Jude»                    | Steve Miller                 |          |  |
| 24. | «Listen to What the Man Said» | Owl City                     |          |  |
| 25. | «Got to Get You into My Life» | Perry Farrell                |          |  |
| 26. | «Drive My Car»                | Dion                         |          |  |
| 27. | «Lady Madonna»                | Allen Toussaint              |          |  |
| 28. | «Let 'Em In»                  | Dr. John                     |          |  |
| 29. | «So Bad»                      | Smokey Robinson              |          |  |
| 30. | «No More Lonely Nights»       | The Airborne Toxic Event     |          |  |
| 31. | «Eleanor Rigby»               | Alice Cooper                 |          |  |
| 32. | «Come and Get It»             | Toots Hibbert y Sly & Robbie |          |  |
| 33. | «On the Way»                  | B.B. King                    |          |  |
| 34. | «Birthday»                    | Sammy Hagar                  |          |  |

| Temas extra |                     |                       |          |  |
| N.º         | Título              | Intérprete(s)         | Duración |  |
| 1.          | «C Moon»            | Robert Smith          |          |  |
| 2.          | «Can't Buy Me Love» | Booker T. Jones       |          |  |
| 3.          | «P.S. I Love You»   | Ronnie Spector        |          |  |
| 4.          | «All My Loving»     | Darlene Love          |          |  |
| 5.          | «For No One»        | Ian McCulloch         |          |  |
| 6.          | «Put It There»      | Peter, Bjorn and John |          |  |
| 7.          | «Run Devil Run»     | Wanda Jackson         |          |  |
| 8.          | «Smile Away»        | Alice Cooper          |          |  |